# Música gospel
Música gospel (do inglês gospel; em português, "evangelho") é um tipo de música composto para expressar a crença, individual ou comunitária, predominantemente cristã.
A música gospel é escrita e executada por muitos motivos com motivo religioso ou até cerimonial, ou como um produto de entretenimento para o mercado comercial. No entanto, o tema obrigatoriamente abordado na música gospel é o louvor, adoração ou graças a Deus.
De acordo com a Lei Federal Nº 14.998, de 15 de Outubro de 2024, fica instituído o Dia Nacional da Música Gospel, a ser comemorado, anualmente, no dia 9 de junho, em todo o território nacional.

## Etimologia da palavragospel
Em inglês, "gospel", derivada do anglo-saxónico "god-spell" faz alusão como ao Evangelho bíblico que narra as "boas novas ao mundo", a vinda de Cristo ao Mundo, pelos livros dos Evangelhos Canônicos de Mateus, Marcos, Lucas e João. Uma tradução literal da palavra grega, euangelion, ou seu derivado latino evangelium para o inglês antigo eu- "good", -angelion "spell", que significaria "message", formando assim "god-spell" e depois "gospel". Traduzindo para Português, "boa mensagem".
Originalmente, no grego Clássico, angelion referia-se a gorjeta que se dava ao mensageiro que entregava uma (eu = boa) mensagem ("o antigo correio"), e assim já dos anos de Cristo a palavra se cunhou no significado de "mensagem". A palavra grega, euangelion é também a fonte do termo "evangelista". Os autores dos Evangelhos Canônicos Cristão são conhecidos como os evangelistas. Geralmente, nos Estados Unidos, o termo gospel é uma referência a trabalhos do gênero de literatura cristã antiga.
Antes do primeiro evangelho ser escrito (Marcos, ca. 65-70 DC), Paulo, o Apóstolo, usou o termo euangelion quando ele lembrou ao povo da Igreja de Corrinto: …o evangelho que vos anunciei … (I Coríntios 15:1). Paulo asseverou que eles estavam sendo salvos pelo Evangelho, e ele caracterizou nos termos mais simples, enfatizando a aparição de Cristo após a Sua Ressurreição (15:3-8).
O uso extensivo mais cedo de "euangelion" (gospel) para indicar um gênero específico de escrever datas ao Século II: o bispo Justino Mártir, por volta do ano 155 dC, em "1 Apologia LXVI," escreveu:

"… os Apóstolos, nas suas memórias escritas por eles, a qual são chamada de Evangelhos."
Na Introdução ao Antigo Testamento de Henry Barclay Swete, páginas 456-457, diz:

"Euangelion no LXX ocorre somente no plural, e talvez somente no sentido clássico de uma recompensa pelas boas notícias" (II Sam. 4:10; 18:20; 18:22; 18:25-27 e II Reis 7:9. No Novo Testamento o termo aparece apropriadamente as circunstâncias das boas novas Messiânica (Marcos 1:1; 1:14), provavelmente derivando este novo significado do uso Euangelion em Isa. 40:9; 52:7; 60:6 e 61:1.
No Novo Testamento, o "evangelho" significava a proclamação do poder da salvação de Deus através de Jesus de Nazareth, ou da mensagem do Ágape proclamada por Jesus de Nazare. Este é o uso no Novo Testamento original (por exemplo: Marcos 1:14-15 ou I Coríntios 15:1-9; veja também "G2098 de Strong"). A palavra ainda é usada neste sentido.

## História
O gospel é a música cristã negra nos Estados Unidos da América. Talvez um dos velhos estilos da música negra que realmente se aproximou do gospel, foi o negro spiritual (em português, as canções harmoniosas dos "Espirituais dos Negros").
O foco desta breve história é a música que fluiu da igreja Afro-americana deu origem a vários estilos musicais  como blues que influenciou a música country que  constituem o folk contemporâneo, rhythm and blues  conhecido como R&B, jazz, soul, que deram origem ao rock and roll ao hip hop, que deram origem a música pop, e inspirou uma cornucópia de corais modernos, artistas do mercado R&B contemporâneo e  o atual gospel contemporâneo (música cristã contemporânea), além de outros estilos musicais do gênero. Alimentado pela gigantesca indústria multibilionária de gravação musical nos Estados Unidos, o "pequeno infante" da música gospel pulou do seu berço humilde e cristão e atravessou as muralhas da igreja para um mercado bem diferente do mundo atual. E, o gospel continua a crescer. De acordo com a revista Norte-americana, gospel Today, dentre 2003 e 2008, sete gravadoras criaram divisões especiais somente para lidar com artistas gospel; as estatísticas da mesma publicação indicaram que os selos independentes cresceram 50%, e o rendimento das vendas só de música gospel chegou a triplicar nas últimas décadas, de US$180 milhões de dólares em 1980 a US$500 milhões em 1990.

### Origens
Thomas A. Dorsey (1899-1993), compositor de sucesso tipo There Will Be Peace in the Valley, é considerado por muitos, O Pai da Música gospel. No início de sua carreira ele era um importante pianista de Blues, conhecido aliás por Geórgia Tom. Ele começou a escrever gospel depois que ouviu Charles A. Tindley (1851-1933) numa convenção de músicos na Filadélfia, e depois, abandonando as letras mais agressivas de outras canções, não abandonou, contudo, o ritmo de jazz tão parecido com o de Tindley. A Igreja inicialmente não gostou do estilo de Dorsey e não achou apropriado para o santuário, na época. Em 1994, após o seu falecimento, a revista Norte-americana, Score, publicou um artigo com o título: The Father of gospel music (em português, "O Pai da Música gospel"); neste artigo a revista declara que quando Dorsey percebeu, no início de sua carreira com o gospel, que muita gente estava brigando contra a música gospel, ele estava "determinado para carregar a bandeira" a favor do gospel, bem entendido. Assim ele fez. Ele investiu em 500 cópias da canção dele, If you See My Saviour (em português, "Se Você Ver o meu Salvador") e enviou para diversas igrejas do país. Levou quase três anos para ele conseguir mais pedidos da música e ele quase retornou a tocar o Blues. Mas Dorsey não desistiu e com ajudas de outros bons músicos ele foi em frente. Trabalhou com as cantoras, Sallie Martin (1895-1988) e Willie Mae Ford Smith (1904-1994), escreveu centenas de músicas gospel e testemunhou a sua música subir no púlpito das igrejas—aonde, uma vez, recusaram ela de subir! Dorsey fundou a Convenção Nacional de Corais gospel nos Estados Unidos, em 1932, uma organização que ainda existe até hoje na origem da música gospel.

### O desenvolvimento do gospel
Muitos outros novos nomes apareceram. Talvez fossem "prisioneiros de uma velha corrente, mas agora estavam salvos" prontos para alimentar a nova corrente do gospel, como Mahalia Jackson, Clara Ward e James Cleveland.
Mahalia Jackson (1911-1972) foi convidada para cantar no televisionado Ed Sullivan Show, minutos antes do eternizado discurso pró-liberdade negra de Martin Luther King, que ele disse as palavras certas na hora certa: I have a dream (em Português, "Eu tenho um sonho"). Mahalia acabou sendo a convidada para cantar durante a cerimônia do funeral do Rev. King; talvez, como num toque de mágica, ela escolheu uma canção de Dorsey: Take My Hand, Precious Lord (em Português, "Precioso Senhor, Pegue Minha Mão").
Clara Ward (1924-1973) junto ao The Ward Singers, foi uma artista com presença e substância. Sua canção Surely God is Able foi comentada como o primeiro disco de platina após a Segunda Guerra Mundial. Mas esta informação não pode ser confirmada pois a RIAA mantém que Edwin Hawkins Singers foi o primeiro vencedor do disco de ouro com um gospel, em 1968, com o famoso sucesso, Oh, Happy Day, desde que a RIAA começou a manter as estatísticas nas vendas dos discos, mas Ward influenciou muitos artistas com seu estilo, incluindo nomes como Little Richard e Aretha Franklin, que mantém que Ward era seu ídolo.
James Cleveland (1932-1991): se Dorsey foi aclamado, por muitos da indústrias e seus seguidores, como o pai da música gospel, o cantor Cleveland foi coroado, pelos seus admiradores, "The King of gospel" (em Português, "O Rei do gospel"). Ele recebeu nada menos do que quatro GRAMMYs, incluindo um póstumos pelo seu álbum Having Church. Assim como Clara Ward, James Cleveland tinha muita presença com sua audiência. Ele não teve uma reputação de ter uma boa voz, mas ele conseguia agradar a todos que o ouvia. O seu grande feito foi fundar sua organização, em 1967, Gospel Music Workshop of America, considerada a maior convenção de gospel do mundo, hoje, com mais de 185 escritórios de representações distribuídos pelos Estados Unidos.

### Ogospelno mercado comercial moderno
O gospel Moderno em sua forma original era geralmente interpretado por um solista, acompanhado de um coro e um pequeno conjunto instrumental. Grandes intérpretes da música norte-americana começaram assim, como cantores de gospel nas igrejas. É o caso de Mahalia Jackson, Bessie Smith e Aretha Franklin, além de Ray Charles e Solomon Burke. O gospel  foi também se influenciando, assumindo formas às vezes surpreendentes em se tratando de música religiosa. É o caso dos quartetos gospel, surgidos após a Segunda Guerra Mundial, com suas músicas gritadas, com danças e roupas extravagantes. Deste estilo foram influenciados grupos e cantores rock dos anos 1950, desde "Bill Haley & His Comets", passando por Jerry Lee Lewis, até Elvis Presley nos anos da década de 1960 e Michael Jackson com a música "Will You Be There" na década de 90
Desde as décadas de 80 e 90 tiveram grande importância os corais e solistas, com destaque para Kirk Franklin e Fred Hammond.

## Elvis Presley e o gospel
Elvis Presley foi um dos maiores divulgadores desse gênero musical durante os meados do século XX. Elvis adorava esse tipo de música, inclusive, tanto quanto rock, blues, R&B, country e música erudita.
Desde a década de 1950 ele já incorporava em seus álbuns e canções algumas influências desse gênero tipicamente americano. Como exemplo podemos citar, o acompanhamento vocal do grupo gospel "The Jordanaires", logo depois, no final da década de 1960 até o começo da década de 1970, vieram os "The Imperials" e durante a mesma década os "The Stamps", com a participação de J. D. Sumner e até mesmo um grupo vocal feminino de nome "Sweet Inspirations" e de outra cantora chamada "Kathy Westmoreland".
Elvis lançou quatro álbuns gospel: Peace In The Valley em 1957, His Hand in Mine em 1960, How Great Thou Art em 1967, considerado um dos "divisores de águas" em sua carreira e He Touched Me em 1972. Para se ter a real noção do que Elvis representou para o gospel americano, ele ganhou três GRAMMYs por suas interpretações gospel, em 1967, 1972 e 1974. Já em 2001 ele entrou para o "Hall da fama" do gospel, deixando para sempre marcado o seu nome nesse gênero musical americano tão importante e influente.
Entre os seus sucessos gospel estão, "Peace in the Valley", "Crying in the Chapel", sucesso mundial em 1965, "How Great Thou Art" entre outras. Muitos o consideram um dos maiores intérpretes desse gênero tipicamente sulista nos Estados Unidos.